# Klaus Pagh
Klaus Henrik Pagh (født 29. juli 1935 i Hørsholm, død 8. december 2020 i Hellerup) var en dansk skuespiller, instruktør og producer.

## Biografi
Pagh afsluttede skuespilleruddannelsen på Odense Teater i 1962 og arbejdede på teatret til 1966, hvorefter han rejste til Aalborg Teater.
På de to teatre fik han flere roller, men blev nok mere kendt som filmskuespiller i en lang række film og som Danmarks svar på James Dean på grund af sin lighed med ham. Blandt hans kendteste film var Ung leg og Soldaterkammerater-serien fra 1950'erne og først i 1960'erne.
Han tjente en formue som direktør for ABC Teatret, Aveny Teatret og for Tivoli Revyen, hvor han satte farcer op med Dirch Passer, Jørgen Ryg og Preben Kaas i hovedrollerne.
I 1980'erne flyttede han til London på grund af de danske skatteregler, men holdt kontakten ved lige med Danmark og dansk teater.
Han vendte tilbage til Danmark efter omtrent ti år.
Han var gift med skuespillerinden Sonja Oppenhagen fra 1973-1978. Sammen har de datteren Anne Oppenhagen Pagh, der er skuespiller som sine forældre. I 12 år levede han sammen med modellen Susan Winther; de fik ingen børn. Med sin eks-kone, komtesse Ida von Hahn, fik han sønnen Peter Frederik. Med sin daværende kæreste Karema Hviid har han sønnen Isak. Han adopterede sin thailandske kone Nancys datter, Pawarisa, der er jævnaldrende med Isak.
I 2011 udgav rapgruppen Suspekt en single ved navn "Klaus Pagh", og gruppen hyldede ham som en "folkehelt" og "skørtejæger". Sangen opnåede en førsteplads på den danske singlehitliste og var P3s uundgåelige.

## Filmografi
- Den store gavtyv, 1956.
- Ung leg, 1956.
- Flintesønnerne, 1956.
- Natlogi betalt, 1957.
- Skovridergården, 1957.
- Ung kærlighed, 1958.
- Spion 503, 1958.
- Soldaterkammerater, 1958.
- Mariannes bryllup, 1958.
- Pigen i søgelyset, 1959.
- Soldaterkammerater rykker ud, 1959.
- Kvindelist og kærlighed, 1960.
- Soldaterkammerater på vagt, 1960.
- Soldaterkammerater på efterårsmanøvre, 1961.
- Soldaterkammerater på sjov, 1962.
- Jeg - en marki, 1967.
- Cirkusrevyen (1967), 1967.
- Jeg - en kvinde 2, 1968.
- Der kom en soldat, 1969.
- Amour, 1970.
- Stille dage i Clichy, 1970.
- Tre slags kærlighed, 1970.
- Nu går den på Dagmar, 1972.
- Mig og Mafiaen, 1973.
- Solstik på badehotellet, 1973.
- Sønnen fra Vingården, 1975.
- Violer er blå, 1975.
- Piger i trøjen 2, 1976.
- Blind makker, 1976.
- Hjerter er trumf, 1976.
- Riget II, 1997.
- Stjerner uden hjerner, 1997.
- En kærlighedshistorie, 2001.